# Guadeloupe La Première (radio)
Pour les articles homonymes, voir Guadeloupe La Première.
Guadeloupe La 1ère est une chaîne de radio généraliste publique française de proximité  de France Télévisions diffusée dans le département d'outre-mer de la Guadeloupe et les collectivités d'outre-mer de Saint-Barthélemy et de Saint-Martin.

## Histoire de la chaîne

### Débuts (1937-1946)
En 1937, le radio-amateur André Haan, propriétaire d’un magasin de postes de radio et d’appareils électriques américains à Pointe-à-Pitre, et Roger Babin créent la première station de radio privée en Guadeloupe, Radio–Guadeloupe à Pointe-à-Pitre, émettant sur 40,29 mètres avec un émetteur à ondes courtes de 150 watts, construit par André Haan avec des pièces importées des États-Unis et dont le rayon d’action couvrait toute la Guadeloupe et les îles voisines. Les premiers auditeurs étaient quelques Guadeloupéens parmi les plus aisés possédant des postes récepteurs, achetés chez M. Haan, sur lesquels ils écoutaient déjà des émissions en langue anglaise ou espagnole en provenance de Puerto Rico.
Un second studio est installé à Basse-Terre dans un petit local situé en plein cœur de la ville derrière le Champ d’Arbaud Hôtel Royal. La première émission depuis ce studio a lieu en mars 1945, lorsque Georges Godebert, ancien radiotélégraphiste de l’Aéronavale aux Antilles entré en qualité de speaker à Radio-Guadeloupe en 1943 sous le pseudonyme d'"ami Georges", prononce ces mots : « Ici Radio Guadeloupe, poste national français ». La station est vite confrontée à d’énormes difficultés financières liées aux coûts techniques et de fonctionnement qui sont entièrement supportés par André Haan. En décembre 1945, celui-ci demande 1 300 000 francs à la colonie pour assurer le fonctionnement de sa station de radio, mais il ne se voit proposer par les Conseillers Généraux que 350 000 francs et est donc contraint de cesser d'émettre le 1er janvier 1946. Les conseillers généraux demandent alors que la colonie rachète le poste de Radio-Guadeloupe comme leurs collègues de l'île sœur l'ont fait pour Radio-Martinique, mais rien ne se fait. Après quelques mois d'interruption, Radio-Guadeloupe, reprend ses émissions grâce à de nombreuses subventions qui lui permettent de s'équiper. Fin 1946, la station possède un speaker, un speaker adjoint, un opérateur, une dactylo. Le personnel est d'abord formé sur place, jusqu'à l'arrivée du premier journaliste métropolitain, Jacques de Calande, qui devint ensuite directeur à Radio-Alger. Jacqueline Baudrier, jeune institutrice de Pointe-à-Pitre découverte par André Haan lors des Jeux Floraux des poètes antillais, y fait ses débuts de 1948 à 1950.
Radio-Guadeloupe déploie de grands efforts pour informer ses auditeurs sur tout ce qui se passe dans l'île. Un récepteur d'information installé à Destrellan, à une dizaine de kilomètres de Pointe-à-Pitre, et appartenant à la T.S.F. permet à Georges Godebert de lire chaque matin le bulletin des nouvelles qui lui est communiqué. Les avis d'obsèques sont lus à l'antenne (tradition toujours en place aujourd'hui) et les reportages en direct sur les grands évènements sportifs comme les matchs de football, de boxe, ou le Tour cycliste de la Guadeloupe retiennent particulièrement l'attention des auditeurs. La station possède aussi sa troupe théâtrale qui interprète en direct des pièces de Molière et Racine.

### Intégration à la RDF à la suite de la décision de monopole d'État (1946-1974)
La Guadeloupe devient un département français le 19 mars 1946, ce qui entraîne l'application des lois métropolitaines sur l'archipel. En conséquence, l'ordonnance du 23 mars 1945 instaurant en France un monopole d'État sur la radiodiffusion entre en application en 1948 et Radio-Guadeloupe est nationalisée, passant alors sous la direction de l'établissement public chargé de ce monopole, la R.D.F., qui devient la Radiodiffusion-télévision française (R.T.F.) l'année suivante.
En mars 1951, la station émet sur 636 Kcs, chaque jour de 16 h 15 à 17 h 45 et la nuit de 22 h 45 à 1 h 0, avec une puissance de 1 kilowatt.
Par la suite, Radio-Guadeloupe appartient à l'Office de radiodiffusion télévision française (O.R.T.F.) à partir de juin 1964. Les deux journalistes les plus célèbres de cette époque sont Henry Métro et Christian de Biasi, sans oublier Tony Turkhem, Roger Bordy, Pierre Mauranyapin et Raynaud.

### Eclatement de l'ORTF et naissance de RFO Guadeloupe (1974-2010)
À la suite de l'éclatement de l'O.R.T.F. en 1974, les stations régionales de radio de l’Outre-mer français sont intégrées à la nouvelle société nationale de programme France Régions 3 (FR3), au sein de la délégation FR3 DOM-TOM. La chaîne devient FR3-Guadeloupe le 6 janvier 1975.
Le 31 décembre 1982, la chaîne prend le nom de RFO Guadeloupe à la suite de la création de la société nationale de programmes RFO (Radio-Télévision Française d’Outre-Mer) par transfert des activités de FR3 pour l’Outre-mer. Durant les quatorze ans qui vont suivre, RFO Guadeloupe va progressivement se doter d’équipements techniques de qualité afin de produire et diffuser de plus en plus d’émissions régionales.
En février 1999, RFO Guadeloupe devient Radio Guadeloupe, à la suite de la transformation de RFO en Réseau France Outre-mer.
La loi de réforme de l'audiovisuel n° 2004-669 du 9 juillet 2004 intègre la société de programme Réseau France Outre-mer au groupe audiovisuel public France Télévisions, qui devient alors un acteur de la radio publique en France, et dont dépend depuis Radio Guadeloupe.

### Guadeloupe Première (Depuis 2010)
Rémy Pflimlin, le président, annonce le 12 octobre 2010 le changement de nom du Réseau France Outre-mer en Réseau Outre-Mer Première pour s'adapter au lancement de la TNT en Outre-Mer. Toutes les chaînes de radio du réseau changent de nom le 30 novembre 2010 lors du démarrage de la TNT et Radio Guadeloupe devient ainsi Guadeloupe Première.
A partir du 1er janvier 2018, c'est le nom Guadeloupe la Première qui est utilisé, comme sur l'ensemble du réseau France Outre-mer.

## Identité visuelle

### Logos

Logo de Radio-Guadeloupe de 1937 à 1948
Logo de la R.D.F. Radio-Guadeloupe de 1948 au 8 février 1949
Logo de la R.T.F. Radio-Guadeloupe du 9 février 1949 au 4 février 1959
Logo de la R.T.F. Radio-Guadeloupe du 4 février 1959 au 26 juin 1964
Logo de l'O.R.T.F. Radio-Guadeloupe du 27 juin 1964 au 6 janvier 1975
Logo de FR3-Guadeloupe du 6 janvier 1975 au 30 décembre 1982
Logo de RFO Guadeloupe du 31 décembre 1982 à 1993
Logo de RFO Guadeloupe de 1993 au 31 janvier 1999
Logo de Radio Guadeloupe du 1er février 1999 au 22 mars 2005
Logo de Radio Guadeloupe du 23 mars 2005 au 29 novembre 2010
Logo de Guadeloupe Première du 30 novembre 2010 au 28 janvier 2018
Logo de Guadeloupe La Première depuis le 29 janvier 2018

## Organisation
Guadeloupe La Première est l'antenne de radiodiffusion du pôle média de proximité Guadeloupe La Première Radio-Télé-Internet, déclinaison du pôle Outre-Mer Première de France Télévisions.

### Dirigeants
Directeur :
- André Haan : 1937 - 1948

Directeurs régionaux :
- Jacques Barbier-Legros : 1988
- Benoît Saudeau : 1996 - 04/08/1998
- Michel Meyer : 05/08/1998 - 2000
- Robert Moy : 2002 - 15/12/2004
- Jean-Philippe Pascal : 16/12/2004 - 31/07/2009
- Liliane Francil : depuis août 2009
- Sylvie Gengoul : depuis 2015
- Nadine Félix : 2019 - 2021
- Augustin Hoareau : 2021- 2022
- Djelloul Belghit : 2023 - 2024
- Laurent Salcède : 2024

Directeurs de l'antenne :
- Jean Brie : 1945 - 1947
- Georges Godebert : 1947 - 1948
- Liliane Francil : 1998 - 30/06/2002
- Fred Fidélis

### Budget
Guadeloupe La Première dispose d'un budget versé par Outre-Mer La Première et provenant pour plus de 90 % des ressources de la redevance audiovisuelle et des contributions de l’État français allouées à France Télévisions. Il est complété par des ressources publicitaires.

### Sièges
Le premier studio de Radio-Guadeloupe était situé à Pointe-à-Pitre dans un local appartenant à André Haan et servant simultanément de dépôt de café. Un commis des transmissions s'y rendait chaque jour juste pour brancher les appareils aux heures d'audition. Un second studio était situé à Basse-Terre à l'Hôtel Royal du Champ d'Arbaud. La location de ces locaux s'élevait alors à 1800 francs par mois, supportés par le service des transmissions.
Ses studios s'installent ensuite dans le parc de la préfecture à Basse-Terre. L'O.R.T.F. déménage ensuite au Morne Miquel sur la commune des Abymes, où FR3-Guadeloupe et RFO Guadeloupe lui succèdent.
Depuis 2000, Guadeloupe La Première Radio-Télé-Internet est installée au Morne Bernard – Destrellan dans la commune de Baie-Mahault sur 2 hectares de terrain au sein d'un immeuble utramoderne de 4200 m² en forme de tube tronqué, œuvre du cabinet d'architectes Quentin et Rossi à Ivry-sur-Seine, et qui abrite l’ensemble des moyens de production de radio et télévision.
Le pôle dispose aussi de bureaux décentralisées qui sont de simples bureaux de renseignements et de recherches :
- Guadeloupe La Première Basse-Terre : Port Autonome, 97100 Basse-Terre
- Guadeloupe La Première Saint-Martin : Lieu-dit Marigot, 97150 Saint-Martin

### Missions
Les missions de Guadeloupe La Première sont de produire des programmes de proximité, d'assurer une meilleure représentation de la vie sociale, culturelle, sportive, musicale et économique de l'archipel dans l'espace guadeloupéen et à l'international par la coproduction de magazines et par le biais de Radio Ô. Elle est aussi chargée de représenter la diversité et la neutralité.

### Moyens techniques
Guadeloupe La Première dispose d'un car radio, de deux studios radio et de deux régies radio : une pour le direct, une pour la production. La station est entièrement équipée en numérique, avec le système d’exploitation Nétia.

## Programmes
Guadeloupe La Première diffuse des émissions de proximité, mais également des émissions produites par Radio Ô ou issues du groupe Radio France. Guadeloupe La Première couvre également les grands rendez-vous sportifs, les matchs de football de la Ligue 1, les courses cyclistes régionales et de nombreuses autres grandes manifestations sportives. Elle est aussi présente lors des échéances politiques et des grandes manifestations culturelles et en assure une couverture médiatique de proximité.

### Émissions
- Le 5 - 7
- A 2 C'est mieux
- Bonjour tout court
- Le Grand Jeu
- Faites entrer l'invité
- Pip Pip Ban nou lè
- Le Jérémidy
- Pòtré kraché
- Zey l'émission
- Le 18 - 20
- Il suffit d'en parler
- Bik a tradisyon
- O pipirit
- Nou an mannèv
- Connexion Caraïbe
- Mizik an nou
- Mix up
- Sport et Musique
- Si c'était à refaire
- C'est dimanche
- Tranche 2 Dimanche
- Pawòl an nou ki nou
- Ah c'était le bon temps
- Génération Karukéra
- Gospel Jazz & Création : émission musicale animée par Péguy Kirky’Pèg Nanette.

### Audience
Avec 22,4 % de part d'audience, soit plus de 90 500 auditeurs (source Médiamétrie janvier-juin 2011), Guadeloupe La Première est la deuxième radio la plus écoutée en Guadeloupe après Radio Caraïbes international Guadeloupe.

## Diffusion
Guadeloupe La Première est diffusée en Guadeloupe, à Saint-Barthélemy et à Saint-Martin sur le réseau hertzien analogique en modulation d'amplitude sur la fréquence 640 kHz et sur la bande FM via huit émetteurs :
- Basse-Terre :  88.8 MHz / 92.3 MHz
- Deshaies/Sainte-Rose : 97.1 MHz
- Marie Galante : 89.1 MHz
- Pointe-à-Pitre/Saint-Martin : 88.9 MHz
- Pointe-Noire : 96.9 MHz
- Saint-Barthélemy/Vieux-Habitants : 88.8 MHz
- Vieux Fort/Trois Rivières : 92.3 MHz

Elle est aussi accessible par satellite sur CanalSat Caraïbes et en streaming sur son site internet.
Elle est également audible en France métropolitaine sur Freebox TV et le bouquet TV de SFR.
Le pôle Guadeloupe La Première Radio-Télé-Internet diffuse aussi France Inter sur l'ancien réseau RFO 2.